# 祖里格
祖里格是馬耳他的市镇，位於馬爾他島南部，距離首都瓦萊塔6.8公里。市镇面積为10.5平方公里，2019年人口数量为10,962人。

## 外部連結
- 官方网站  （马耳他文） （英文）
- Socjeta Muzikali Santa Katarina V.M - Zurrieq （页面存档备份，存于） （马耳他文）